# Samuel Weymouth Tapley Seaton
Samuel Weymouth Tapley Seaton (Isla de San Cristóbal, 28 de julio de 1950-29 de junio de 2023) fue un político sancristobaleño, el cuarto gobernador General de San Cristóbal y Nieves desde 2015 hasta 2023. Primero fue nombrado en el cargo de forma interina tras la destitución de su predecesor, Edmund Lawrence, el 20 de mayo de 2015. El 1 de septiembre de 2015, fue nombrado oficialmente gobernador general por la reina Isabel II por recomendación del primer ministro Timothy Harris.

## Biografía
Recibió su educación primaria y secundaria en Epworth Junior School, Basseterre High School y St. Kitts-Nevis Grammar School. Asistió a la Universidad de las Indias Occidentales en Jamaica y recibió una licenciatura en Derecho.
Se unió al servicio judicial de San Cristóbal y Nieves y se desempeñó como secretario de la Corte Suprema. En 1975, se desempeñó como asesor jurídico del fiscal general y actuó como el alto secretario del tribunal. En 1980, asumió el cargo de fiscal general de San Cristóbal y Nieves, en el que se desempeñó hasta 1995. En 1988, fue designado como consejero de la reina. Fue distinguido como comendador de la Real Orden Victoriana (CVO) el 23 de octubre de 1985, y nombrado caballero gran cruz de la Orden de San Miguel y San Jorge (GCMG) el 9 de noviembre de 2015.

## Muerte
Tapley Seaton fallece el 30 de junio a la edad de 72 años